# Gundolsheim
Gundolsheim település Franciaországban, Haut-Rhin megyében. Lakosainak száma 728 fő (2022. január 1.). Gundolsheim Rouffach, Meyenheim, Munwiller, Bergholtz, Issenheim és Merxheim községekkel határos.

## Népesség
A település népességének változása:
| Lakosok száma | 730  | 708  | 736  | 699  | 708  | 716  | 725  | 735  | 728  |
|               | 2013 | 2015 | 2016 | 2017 | 2018 | 2019 | 2020 | 2021 | 2022 |